# Soufiane Bidaoui
Soufiane Bidaoui (in arabo سفيان بيضاوي‎?; Etterbeek, 20 aprile 1990) è un calciatore marocchino con cittadinanza belga, attaccante svincolato.

## Caratteristiche tecniche
Ala sinistra, può giocare anche sulla fascia opposta.

## Carriera

### Club

#### Lierse
Cresciuto nel Diegem, nel 2011 viene acquistato dal Lierse, squadra del massimo campionato belga. Chiude la sua avventura con 39 presenze e 2 reti in due stagioni.

#### Parma ed i prestiti in Serie
Il 5 luglio 2013 il Parma ufficializza il suo acquisto da svincolato. Il 24 luglio passa in prestito con diritto di riscatto al Crotone. Esordisce l'8 settembre 2013. Segna la sua prima rete il 26 ottobre 2013 in occasione della partita vinta a Terni contro la Ternana. Al termine della stagione in Calabria torna al Parma. Segna la prima marcatura con il Parma, in occasione dell'amichevole con il Renate Calcio, vinta per 3-1. Debutta in Serie A con la maglia crociata il 14 settembre 2014, in occasione del match perso 4-5 contro il Milan, sostituendo al minuto 79 Ishak Belfodil. Il 29 gennaio, avendo trovato poco spazio agli ordini di Roberto Donadoni, viene girato in prestito al Latina, tornando così a giocare solo dopo 8 mesi nel campionato cadetto. A fine stagione termina il suo contratto con i Ducali.

#### Avellino
Dopo esser rimasto svincolato per tutta la stagione seguente, l'11 luglio 2016 firma un contratto biennale con l'Avellino ancora in Serie B. L'esordio ufficiale con la maglia dei lupi avviene in occasione della partita esterna del 7 agosto, giocata contro il Bassano, valida per il secondo turno di Coppa Italia. Esordisce invece in campionato il 20 settembre successivo in occasione del turno casalingo contro il Cittadella. Chiude la prima stagione con gli irpini con sole 16 presenze senza segnare. Si sblocca la stagione successiva, quando il 21 ottobre 2017 segna il gol del momentaneo vantaggio in casa del Pescara, partita che poi gli irpini perderanno per 2-1. Trova il gol in altre due circostanze, totalizzando alla fine 25 presenze.

#### Spezia
Rimasto svincolato dal club irpino dopo la mancata iscrizione al successivo campionato cadetto, il 20 agosto 2018 si accasa allo Spezia. Il debutto avviene il 15 settembre nella sconfitta in casa della Cremonese (2-0), subentrando ad inizio ripresa a Nicholas Pierini. Dieci giorni dopo segna il suo primo gol con i liguri, siglando il momentaneo vantaggio in casa dell'Hellas Verona, poi finita con una sconfitta per 2-1. Il 27 gennaio 2019 realizza la sua prima doppietta in serie B nello spettacolare pareggio in casa del Brescia (4-4). Il 30 giugno 2020 termina il suo rapporto con la società spezzina non trovando l'accordo per il prolungamento del contratto fino al 31 agosto, termine della stagione 2019-2020.

#### Ascoli
Il 13 gennaio 2021 firma un contratto con l'Ascoli fino al 30 giugno, con opzione di rinnovo per altri due anni in caso di salvezza.Il 16 marzo segna la sua prima rete con i marchigiani, nel successo per 3-2 sul campo del Pescara. 

#### Frosinone
Il 31 gennaio 2023, Bidaoui si trasferisce a titolo definitivo al Frosinone, con cui firma un contratto fino al 30 giugno 2024.

#### Spal
Il 4 settembre 2024, da svincolato, firma un contratto biennale con la SPAL.

## Statistiche

### Presenze e reti nei club
Statistiche aggiornate al 17 maggio 2025.
| Stagione         | Squadra          | Campionato       | Campionato | Campionato | Coppe nazionali | Coppe nazionali | Coppe nazionali | Coppe continentali | Coppe continentali | Coppe continentali | Altre coppe | Altre coppe | Altre coppe | Totale | Totale |
| Stagione         | Squadra          | Comp.            | Pres.      | Reti       | Comp.           | Pres.           | Reti            | Comp.              | Pres.              | Reti               | Comp.       | Pres.       | Reti        | Pres.  | Reti   |
| ---------------- | ---------------- | ---------------- | ---------- | ---------- | --------------- | --------------- | --------------- | ------------------ | ------------------ | ------------------ | ----------- | ----------- | ----------- | ------ | ------ |
| 2008-2009        | Diegem           | D2               | 0          | 0          | CB              | 1               | 0               | -                  | -                  | -                  | -           | -           | -           | 1      | 0      |
| 2009-2010        | Westerlo         | D1               | 1+1        | 0          | CB              | 0               | 0               | -                  | -                  | -                  | -           | -           | -           | 2      | 0      |
| 2010-gen 2011    | Westerlo         | D1               | 0          | 0          | CB              | 0               | 0               | -                  | -                  | -                  | -           | -           | -           | 0      | 0      |
| Totale Westerlo  | Totale Westerlo  | Totale Westerlo  | 1+1        | 0          |                 | 0               | 0               |                    | -                  | -                  |             | -           | -           | 2      | 0      |
| gen-giu. 2011    | Roeselare        | D2               | 11         | 2          | CB              | 0               | 0               | -                  | -                  | -                  | -           | -           | -           | 11     | 2      |
| 2011-2012        | Lierse           | D1               | 13+6       | 1          | CB              | 4               | 2               | -                  | -                  | -                  | -           | -           | -           | 23     | 3      |
| 2012-2013        | Lierse           | D1               | 20         | 1          | CB              | 1               | 0               | -                  | -                  | -                  | -           | -           | -           | 21     | 1      |
| Totale Lierse    | Totale Lierse    | Totale Lierse    | 33+6       | 2          |                 | 5               | 2               |                    | -                  | -                  |             | -           | -           | 44     | 4      |
| 2013-2014        | Crotone          | B                | 37+1       | 3          | CI              | 2               | 0               | -                  | -                  | -                  | -           | -           | -           | 40     | 3      |
| 2014-gen. 2015   | Parma            | A                | 4          | 0          | CI              | 1               | 0               | -                  | -                  | -                  | -           | -           | -           | 5      | 0      |
| gen.-giu. 2015   | Latina           | B                | 15         | 2          | CI              | 0               | 0               | -                  | -                  | -                  | -           | -           | -           | 15     | 2      |
| 2016-2017        | Avellino         | B                | 16         | 0          | CI              | 1               | 0               | -                  | -                  | -                  | -           | -           | -           | 17     | 0      |
| 2017-2018        | Avellino         | B                | 25         | 3          | CI              | 2               | 0               | -                  | -                  | -                  | -           | -           | -           | 27     | 3      |
| Totale Avellino  | Totale Avellino  | Totale Avellino  | 41         | 3          |                 | 3               | 0               |                    | -                  | -                  |             | -           | -           | 44     | 3      |
| 2018-2019        | Spezia           | B                | 21+1       | 4          | CI              | 0               | 0               | -                  | -                  | -                  | -           | -           | -           | 22     | 4      |
| 2019-2020        | Spezia           | B                | 18         | 3          | CI              | 0               | 0               | -                  | -                  | -                  | -           | -           | -           | 18     | 3      |
| Totale Spezia    | Totale Spezia    | Totale Spezia    | 39+1       | 7          |                 | 0               | 0               |                    | -                  | -                  |             | -           | -           | 40     | 7      |
| 2020-2021        | Ascoli           | B                | 18         | 1          | CI              | 0               | 0               | -                  | -                  | -                  | -           | -           | -           | 18     | 1      |
| 2021-2022        | Ascoli           | B                | 34         | 7          | CI              | 1               | 0               | -                  | -                  | -                  | -           | -           | -           | 35     | 7      |
| 2022-2023        | Ascoli           | B                | 11         | 0          | CI              | 2               | 0               | -                  | -                  | -                  | -           | -           | -           | 13     | 0      |
| Totale Ascoli    | Totale Ascoli    | Totale Ascoli    | 63         | 8          |                 | 3               | 0               |                    | -                  | -                  |             | -           | -           | 66     | 8      |
| gen.-giu. 2023   | Frosinone        | B                | 8          | 0          | CI              | -               | -               | -                  | -                  | -                  | -           | -           | -           | 8      | 0      |
| 2023-2024        | Frosinone        | A                | 0          | 0          | CI              | 0               | 0               | -                  | -                  | -                  | -           | -           | -           | 0      | 0      |
| Totale Frosinone | Totale Frosinone | Totale Frosinone | 8          | 0          |                 | 0               | 0               |                    | -                  | -                  |             | -           | -           | 8      | 0      |
| set. 2024-2025   | SPAL             | C                | 17         | 1          | CI-C            | 0               | 0               | -                  | -                  | -                  | -           | -           | -           | 17     | 1      |
| Totale carriera  | Totale carriera  | Totale carriera  | 253+9      | 26         |                 | 15              | 2               |                    | -                  | -                  |             | -           | -           | 277    | 28     |

## Palmarès

### Club

#### Competizioni nazionali
- Campionato italiano di Serie B: 1

Frosinone: 2022-2023